# Kongregation der armenischen Schwestern von der unbefleckten Empfängnis Mariens
Die Kongregation der armenischen Schwestern von der unbefleckten Empfängnis Mariens (en.: Congregation of the Armenian Sisters of Immuculate Conception, Ordenskürzel: SAIC, Kurzform: Armenische Schwestern) ist eine unter der Jurisdiktion des Patriarchen von Kilikien stehende Schwesterngemeinschaft in der Armenisch-Katholischen Kirche.

## Geschichte
Der Patriarch von Kilikien Andon Bedros IX. Hassunian (1809–1884) gründete 1847 den bisher einzigen armenisch-katholischen Frauenorden. Die Gründungsinitiative sah der Patriarch in der Notwendigkeit den armenischen Jugendlichen eine christliche Erziehung anzubieten. Als erste Nonne übernahm Serpouhie Hajie Andonian, im Auftrag des Patriarchen, in Konstantinopel (seit 1930 Istanbul) den Aufbau der Kongregation. Es lag dem Patriarchen daran, die Kongregation nicht hinter Klostermauern zu verbergen, deshalb gab er Schwester Andonian den Auftrag „die Töchter um sich zu sammeln und hierbei die Ärmsten zu berücksichtigen“. Hajie Andonian und vier Schwestern nahmen am 5. Juni 1843 ihre Arbeit auf und eröffneten am 9. Dezember 1847, mit zwölf Schülern, die erste Bildungseinrichtung in Istanbul. Mit einem Brief des Patriarchen, vom 5. Juni 1847, wurde die neue Kongregation anerkannt. Bis 1915 hatten die Schwestern mehrere Einrichtungen errichtet. Mit der Verhaftung und Deportation armenischer Intellektueller wurde der damit verbundene Völkermord an den Armeniern eingeleitet. In dieser dramatischen Zeit verloren dreizehn Nonnen ihr Leben, mehr als vierzig Ordensschwestern wurden vertrieben oder deportiert und insgesamt wurden in Ostanatolien und Istanbul dreiundzwanzig Schulen für immer geschlossen.

## Neubeginn
Mehrere Nonnen waren, gemeinsam mit armenischen Flüchtlingen und Emigranten in die Vereinigten Staaten eingewandert. Sie eröffneten nach 1918 eine Schule in Philadelphia, in Boston und in Los Angeles. 1923 wurde das Mutterhaus von Konstantinopel nach Rom verlegt, hier entstand das spätere Generalhaus. Während der Verfolgung der Armenier in den Jahren 1918–1920 hatten sich viele von ihnen im Libanon angesiedelt. Im Jahr 1923 folgten ihnen die Armenischen Schwestern und errichteten in Syrien, Ägypten, Jordanien, dem Irak und dem früheren Persien Schulen. Mit einem Apostolischen Schreiben vom 11. Juni 1932 wurde die Ordensgemeinschaft von Papst Pius XI. (1922–1939) als eine patriarchale Ordensgemeinschaft approbiert. 1967 wurde in Philadelphia die erste Ganztagsschule unter dem Namen „Armenian Sisters Academy“ gegründet.
Nach der Unabhängigkeitserklärung am 21. September 1991 entstand das heutige Armenien und bereits 1992 errichteten drei Schwestern in der Region Schirak – in der Nähe der Stadt Gjumri – den ersten Konvent der Armenischen Schwestern.
Die Generalsuperiorin Schwester Eudoxie Kéchichian SAIC nahm an der Sonderversammlung der Bischofssynode zum Nahen Osten (Oktober 2010) teil.
Anlässlich der 150. Jahresfeier hielt Papst Johannes Paul II. eine Ansprache und hob die Tätigkeit des Ordens hervor.

## Organisation
Das Generalat der Armenischen Schwestern ist in Rom beheimatet. Es wird von der Generalsuperiorin geleitet, sie wird für sechs Jahre durch die Generalversammlung gewählt. Ihr beigeordnet sind vier Schwestern, gemeinsam bilden sie das Generalkomitee. In Rom befindet sich das Noviziat, in Gjumri und Aleppo unterhält die Kongregation ein Ausbildungszentrum und eine kleine Schule.